# El Chavo (videojuego)
El Chavo (Chaves en Brasil) es un videojuego de salón lanzado para iOS el 8 de febrero de 2012 desarrollado por la empresa argentina Blue River y Televisa Interactive Media, luego para junio de 2014 salió también para Android. Y otra versión lanzada para la consola Wii de Nintendo el 24 de abril de 2012 desarrollado por Kaxan Media Group y publicado por Slang Publishing en conjunto con Televisa Home Entertainment (ambas versiones). Está basado en la popular serie televisiva mexicana El Chavo animado, la versión móvil fue lanzada para toda América Latina y Estados Unidos y la versión para Wii solo fue lanzado comercialmente en México, Estados Unidos y Brasil. Ya para principios de 2018 el juego móvil fue retirado.

## Concepto
Este es un tipo de juego similar a Mario Party para hasta cuatro jugadores, donde los personajes compiten en mini-juegos al estilo de los juegos de mesa, con el objetivo de acumular puntos y medallas derrotando a los oponentes. El concepto general está basado en Serpientes y escaleras.

### Personajes disponibles
El juego permite elegir a los personajes de la serie animada, El Chavo, Quico, Popis y Ñoño.

### Minijuegos
Este juego cuenta con alrededor de 30 minijuegos, que incluyen: futbol, dardos, piñata, repostería, y otros juegos tradicionales de niños.

### Modos de juego
El juego cuenta con dos modalidades, «Libre» donde el jugador tiene la opción de visitar todos lo minijuegos, y «Copa» donde los jugadores compiten para obtener medallas.